# Hermopolis Magna
Pour les articles homonymes, voir Hermopolis.
| Z1 · Z1 · Z1 · Z1 · Z1 · Z1 · Z1 · Z1 | W24 | G43 | O49 · X1 · Z1 |

| Z1 · Z1 · Z1 · Z1 · Z1 · Z1 · Z1 · Z1 | W24 | G43 | O49 · X1 · Z1 |

Hermopolis Magna était la capitale du 15e nome de Haute-Égypte, le nome du Lièvre ou de la Hase (Wn.t). Elle se situe en Moyenne-Égypte à 300 km au sud du Caire, aux confins de la Thébaïde, loin du Nil, près du canal nommé aujourd'hui Bahr Youssouf.
Elle est identifiée avec la ville moderne d'El-Ashmounein, qui est un dérivé de son nom copte, dans le gouvernorat d'Al-Minya. Hermopolis est également connue en égyptien sous le nom de Ounou en référence au lièvre, enseigne du nome. La cité était réputée dans l'antiquité pour la sagesse et le savoir de son clergé.

## Histoire
Hermopolis Magna était, sans doute, une des villes les plus importantes de l'Égypte antique. À la Basse Époque, et plus particulièrement lors de la période ptolémaïque puis romaine, la ville prit un nouvel essor ; le culte de Thot était alors très populaire et fut assimilé par les Grecs à celui d'Hermès.
C'est dans cette cité que fut inventée la cosmogonie hermopolitaine : l'Ogdoade. Elle est composée de huit dieux créateurs réunis par couple :
- Noun et Nounet, le liquide primordial ;
- Kekou et Kekout, l'obscurité ;
- Heh et Hehet, l'espace ;
- Amon et Amonet, comme décrivent leurs noms, les formes cachées.

Leur union donne naissance à Rê.

### Temple de Thot
Les maigres ruines du temple dédié à Thot datent du Nouvel Empire. On sait qu'un temple dédié à Amon existait dans l'enceinte principale. Le monument a subi diverses modifications durant l'époque ptolémaïque.
Le temple actuel se compose principalement des restes d'un pylône et de ceux de salles et de cours à colonnes. L'entrée du sanctuaire du temple était constituée d'un large portique de douze colonnes, réparties sur une double rangée de six. Elles étaient peintes en jaune, rouge et bleu, en bandes alternées. De ce portique, ne subsiste aujourd'hui que ses fondations, alors que ce dernier était encore debout au XVIIIe siècle, comme l'attestent les récits et les croquis de voyageurs de l'époque. Il fut probablement détruit par les locaux au début du siècle suivant afin de réutiliser ses matériaux dans la construction. Les pierres calcaires étaient notamment brûlées pour en faire de la chaux.
Des obélisques portant le cartouche de Nectanébo II, en basalte noir et de dimensions modestes furent découverts sur le site du temple. Ils se retrouvent aujourd'hui exposés au British Museum à Londres, à l'exception d'un fragment conservé au musée du Caire.

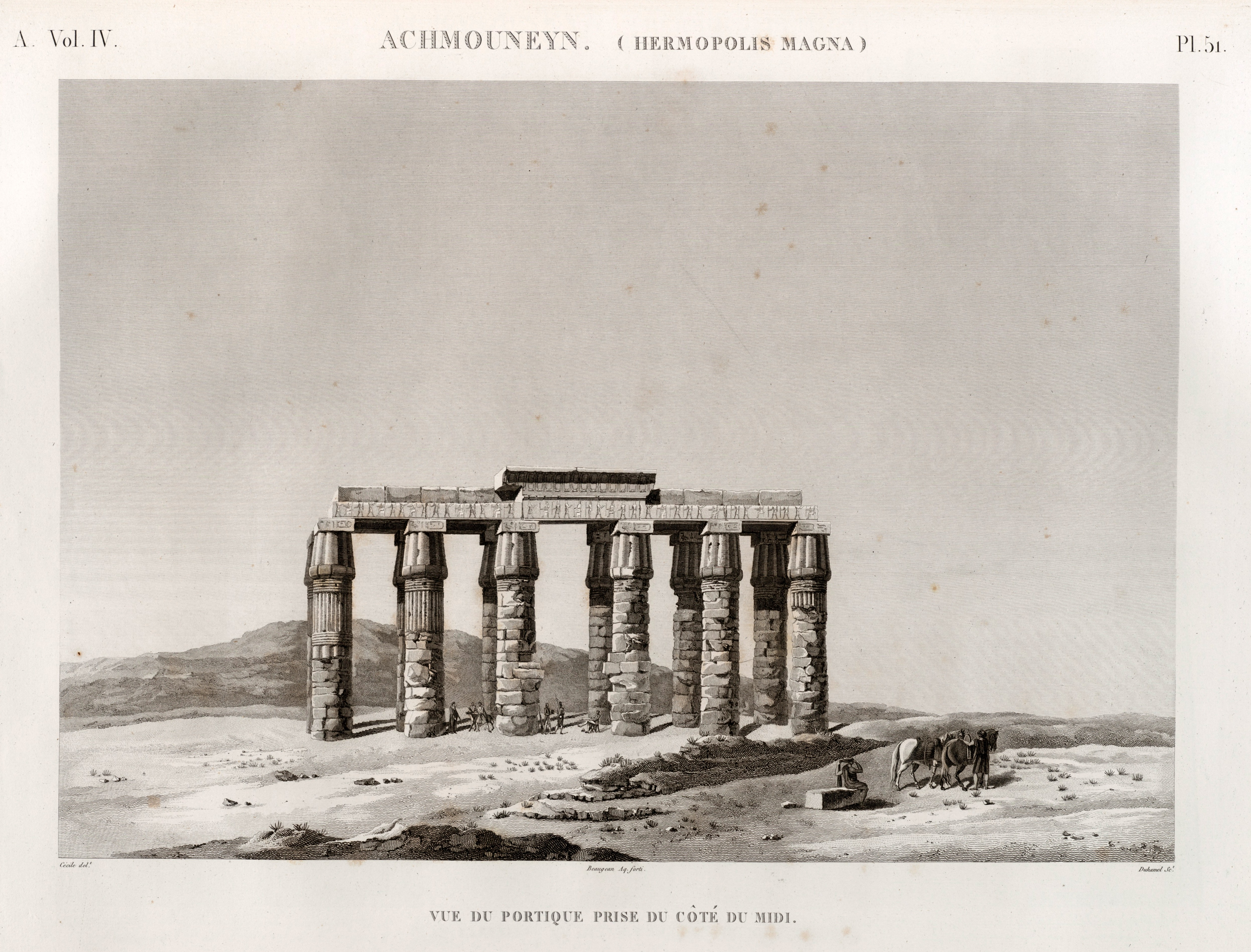
Vue du portique du temple de Thot d'Hermopolis Magna en 1809.
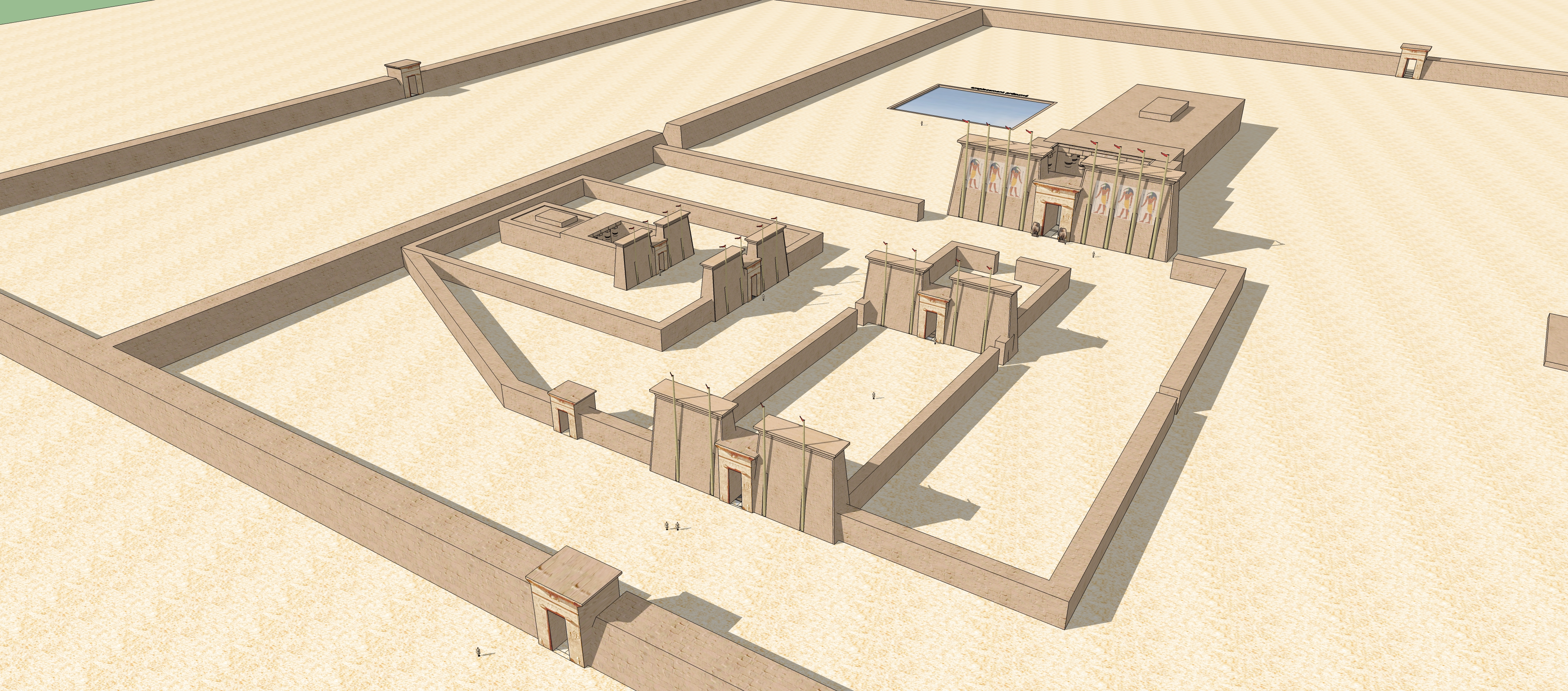
Proposition de restitution du sanctuaire de Thot d'Hermopolis.

### De l'époque romaine au déclin
Des vestiges importants du forum et de la basilique de la ville romaine subsistent, ainsi que le tracé des voies principales dont celle qui menait à Antinoë fondée par Hadrien au IIe siècle de l'ère chrétienne lors de son voyage en Égypte. La ville possédait un établissement thermale. À l'époque chrétienne, la ville devint le siège d'un évêché. Elle décline cependant sous la domination musulmane.

### De nos jours
La cité aujourd'hui est peu visitée car il ne reste que quelques statues de babouin, animal de Thot, devant le temple démoli et un musée en plein air regroupant les quelques vestiges de toutes époques retrouvés sur le site. On peut y admirer une belle agora hellénistique.
En 2024 y fut découverte la partie supérieure d'une statue colossale de Ramsès II. Il s'avère que ce fragment est la partie haute d'une autre statue découverte précédemment sur le site dans les années 30.
Douze kilomètres plus à l’ouest, au-delà du Bahr Youssouf, commence le désert ; c’est là que s’étendent les nécropoles de Tounah el-Gebel.

## Galerie

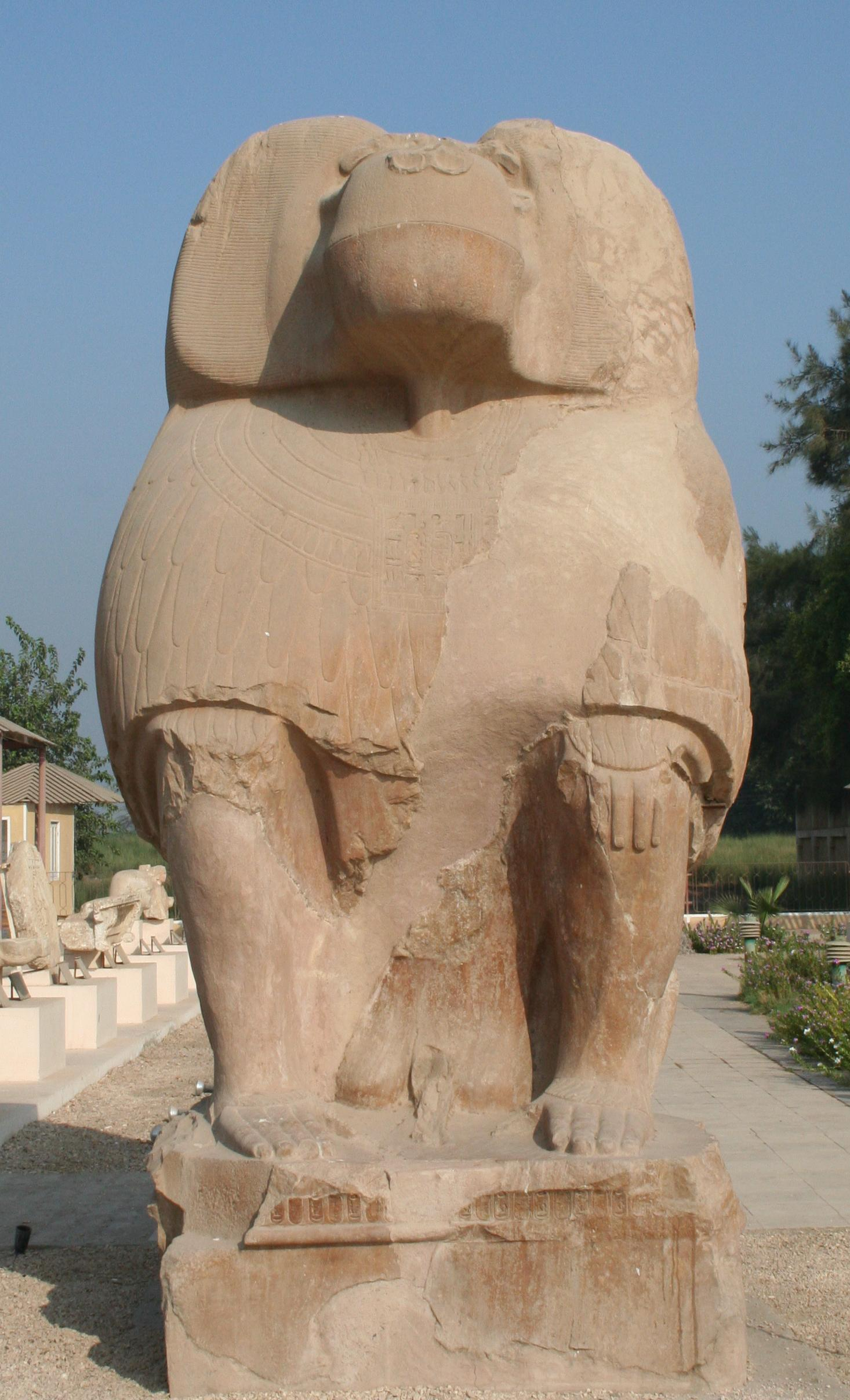
Statue colossale d'un babouin - animal sacré du dieu Thot - Règne d'Amenhotep III.
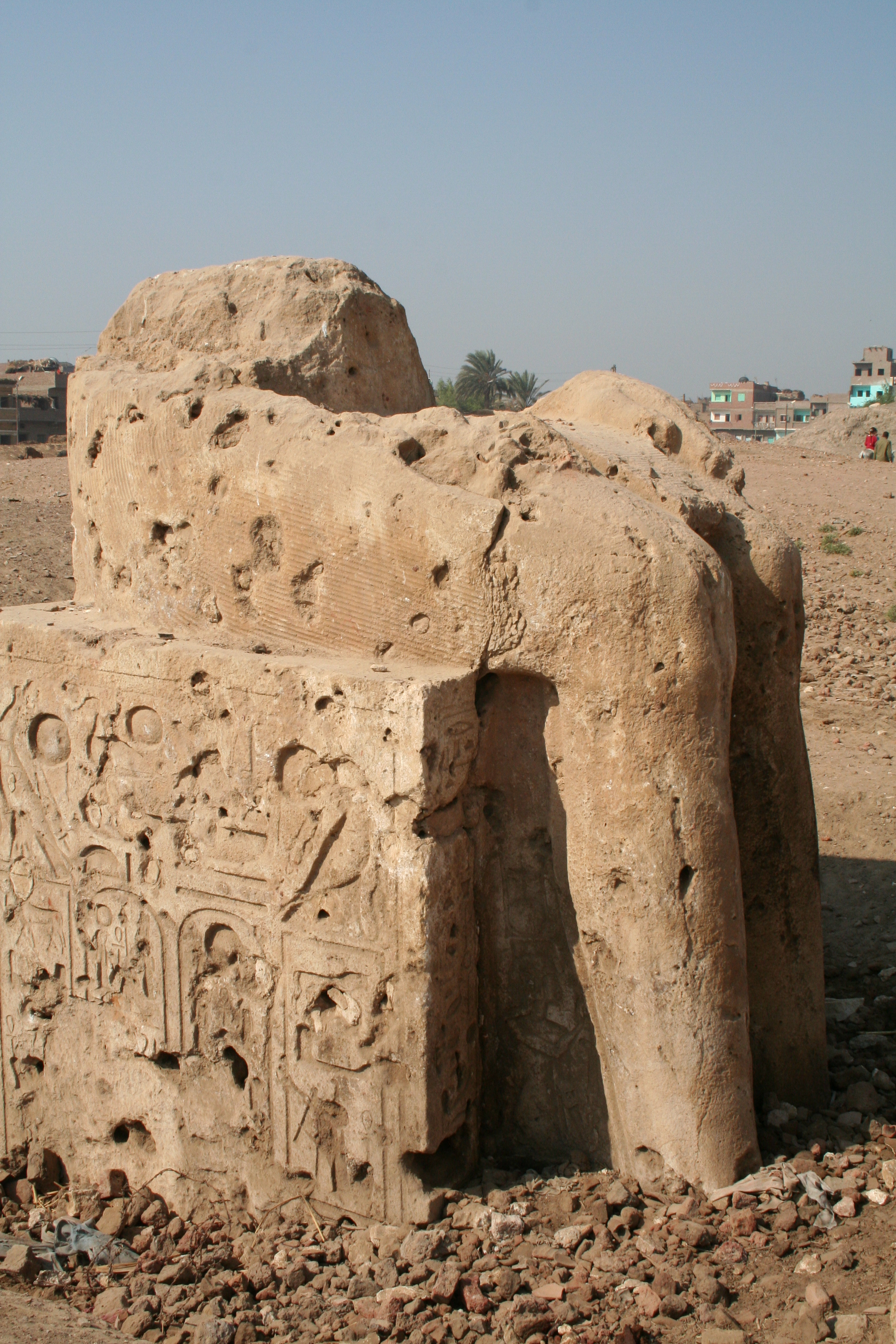
Partie basse d'une statue colossale de Ramsès II, la partie haute ayant été découverte en 2024.
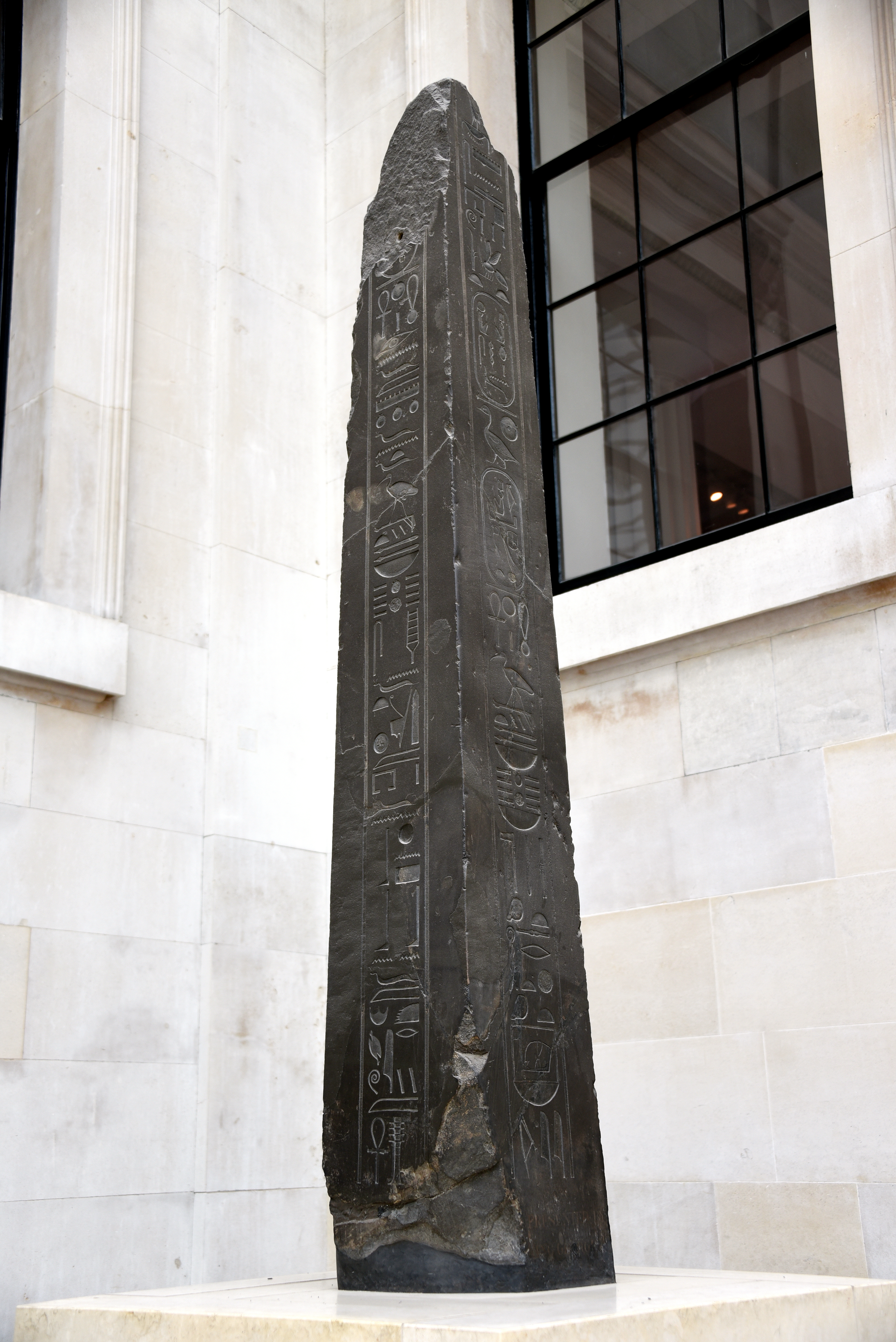
Obélisque de Nectanébo II, découvert dans le temple de Thot, exposé au British Museum.
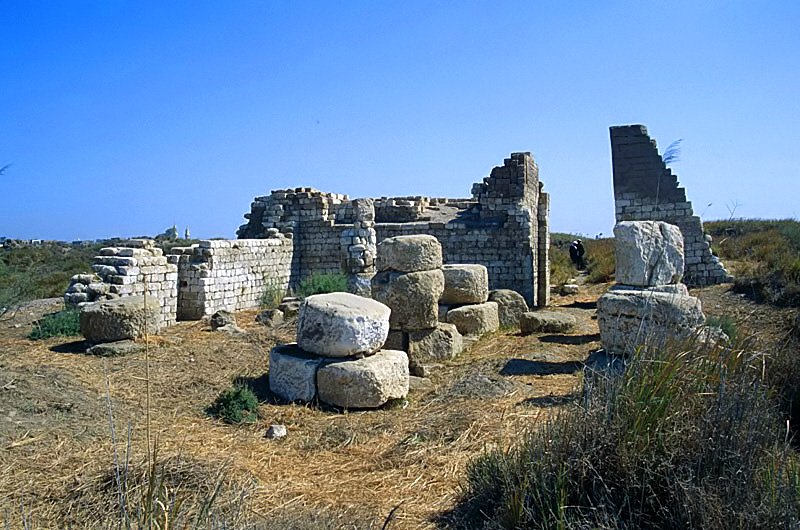
Ruines sur le site.